# Elophos caelibaria
Elophos caelibaria is een vlinder uit de familie spanners (Geometridae). De wetenschappelijke naam is voor het eerst geldig gepubliceerd in 1851 door Heydenreich.
De soort komt voor in Europa.